# 하은진 (성우)
하은진(1976년 4월 5일 ~ )은 대한민국의 성우로, 2007년 대교방송 성우극회 5기로 입사했다.

## 개요

### 내력
MBC 아주 특별한 아침, KBS 전국은 지금, KBS6시 내고향, MBN매일경제TV 리포터 활동,
진주 KBS 라디오 리포터, 육아 TV 이야기꽃이 피었습니다 MC 등을 했었다.

## 주요 활동작

### 애니메이션
- 딸기 100%(애니맥스) - 미스즈
- 짱구는 못말려 극장판(챔프) - 채성아
- 요절복통 지구마을(카툰네트워크) - 엄마, 과학자 아들
- 까꾸의 일기(대교방송) - 선생님, 장군이, 엄마
- 소녀왕국 표류기(애니맥스) - 장로 할멈
- 펌프킨 시저스(애니맥스) - 뮤제 카우프란
- 지구로...(애니맥스) - 에라 / 카리나
- 엄마찾아 삼만리 (카툰네트워크) - 콘체타
- 멋진탐정 라비린스 (애니맥스) - 코우타 / 사나에
- 꼬마여신 카린 (카툰네트워크) - 뉴크스
- 날아라 팬코 (챔프 ) - 디디 / 로니
- 썬더일레븐 (재능TV, 투니버스) - 음보미, 눈태양, 울비다, 셰인외 각종 단역
- 카드파이트!! 뱅가드 (카툰네트워크) - 도서진
- 썬더일레븐GO(재능TV) - 맹규민
- 몬스터 버스터 클럽 (애니박스) - 존
- 수퍼멍멍이 레츠고 테피 (카툰네트워크) - 한나
- 명탐정 코난 (애니맥스) - 오소라, 신현미, 조수화
- 극장판 썬더일레븐 GO VS 골판지 전사 W - 홍체리
- 쥬얼펫 트윙클 (어린이TV) - 사피
- 쥬얼펫 선샤인 (어린이TV) - 사피 / 내레이션 / 쥬얼리아여왕
- 무민(재능TV) - 무민 엄마, 스노크 메이든
- 몬스터헌터 스토리즈 라이드온 (카툰네트워크) - 리리아

### 특촬물
- 파워레인저 미라클포스(대원방송) - 모네(미라클 옐로)(니와 미키호)

### 공연 - 배우
- 햄릿프로젝트 (극단 무천)(서울연극제 공식초청작)-오필리어 분신 역
- 에밀레-천년의 소리(2003 경주세계문화엑스포 주제공연)-혜공왕 역
- 뮤지컬 가스펠(극단 아라)
- M-Camp Arts. 어린이 음악극 아침새 (극단 무천)
- M-Camp Arts. 낭송공연-시하고 놀자(시낭송 페스티벌)
- 엄마는 알지(노길자 시인) 시낭송집 녹음
- 영화 이웃집 좀비 - 질병통제국 직원 역

### 영화
- 벤10: 과거로의 질주 (카툰네트워크) - 캐쉬
- 채널스카이 child Genius(영재의 사생활) - 휴고 역

### 내레이션
- 글로벌프로젝트 나눔 (EBS)
- 멜로다큐 가족 (OBS)
- 리얼주거체험 행복한가 (MBN)
- MBC 다큐프라임
- KBS 생생정보통 플러스
- KBS 생생정보 플러스
- 스타다큐 스타토크멘터리 MY STORY (MBN)
- 최불암의 이야기숲 어울림 (MBN)
- 희망풍경 (EBS)
- 헤리티지채널 7분다큐
- SBS 좋은 아침
- 슈퍼맘다이어리 (STORY ON)
- 영화세상 (ETN 연예TV)
- 김한석의 그곳에 가고싶다 (RTN 부동산TV)
- 다섯남자와 아기천사(M.net)
- 정보쇼!아이디어플러스 (MBN)
- 미셸워치와 함께하는 정윤기의 패션&워치(동아TV)
- 휴먼다큐 아빠의 선물 (JTBC)
- 무한혁신의 비밀(이데일리 TV)
- 다큐스페셜 - 코리아랩소디(TVN)
- 스포츠비하인드 스토리 (CJ Hello TV)
- 헬로우Hello 농촌(CJ hello TV)
- 디지털구리문화대전 (한국학중앙연구원)

### 광고
- 포스코
- 삼성 무풍에어컨 Q9500
- KCC 스위첸
- 갤럭시 노트1
- 기아자동차 K9
- 훼라민Q
- 오감자
- The north face
- 플루건 공기살균기
- LG 헬스케어 정수기
- 캐논 셀피CP 1200
- 일렉트로룩스 울트라플렉스
- 인텔 삼보컴퓨터
- 온수매트하이젠
- 구몬학습
- 그린핑거 네이쳐메이드
- 로얄캐닌
- 현대해상 계속받는암보험-엄마편
- 락피도엘 프리미엄
- 세노비스 키즈
- 베베스킨
- CJ제일제당 진한 참기름
- BBcn뱅크
- 스탠다드차타드 은행
- NH농협
- KB투자증권
- 동양매직
- 데톨 향균비누
- 화장품 프로스틴
- 애경 샤워메이트 퍼퓸 바디워시
- 건강보험심사평가원
- 코멕스 글라스룩
- 현대자동차
- 르노삼성자동차
- 다산책방 - 덕혜옹주
- 해냄 - 조정래 시선 / 조정래 아리랑
- 열림원 - 연을 쫓는 아이
- 꿈꾸는 책방 - 고도원 혼이 담긴 시선으로
- 게임광고 라인 포코포코
- 우체국예금 에버리치
- 건국우유

### 기업홍보
- 제일기획
- 현대자동차그룹 아트드라이브
- 캐논 플레이샷 큐브
- 롯데그룹
- 한국예술인연합회
- 쉐보레
- 한라비발디
- 아산병원
- 해양수산부
- 유한킴벌리
- 건강인사이트
- 폭스바겐
- 삼성엔지니어링
- 삼성SDS
- 두산건설
- 현대로템
- 네이버 검색안내
- 네이버 나침반
- 기아자동차 K7
- 대교 솔루니 독서논술포럼
- 대교 올림피아드
- 바디프렌드